# Andrzej Lepper
Andrzej Zbigniew Lepper (13 de juny de 1954, Stowięcino, Polònia - 5 d'agost de 2011, Varsòvia) va ser un polític polonès, líder del partit polític Samoobrona RP (Autodefensa de la República de Polònia).
Lepper va ser viceprimer ministre i ministre d'Agricultura i Desenvolupament Rural entre el 5 de maig de 2006 i el 22 de setembre de 2006, i una altra vegada del 16 d'octubre de 2006 al 9 de juliol de 2007, en l'equip ministerial de Jarosław Kaczyński. Abans de començar la seva carrera política, Lepper era granger a la localitat de Zielnowo, a la regió de Pomerania.